# Carl Shaeffer
Carl Edgel Shaeffer (Delphi, Indiana; 25 de octubre de 1924-25 de octubre de 1974) fue un jugador de baloncesto estadounidense que disputó dos temporadas en la NBA. Con 1,91 metros de estatura, jugaba en la posición de escolta. Falleció por suicidio exactamente el día de su cumpleaños número 50.

## Trayectoria deportiva

### Universidad
Jugó durante cuatro temporadas con los Crimson Tide de la Universidad de Alabama, siendo elegido en 1946 en el segundo mejor quinteto de la Southeastern Conference, tras promediar 8,9 puntos por partido.

### Profesional
En 1949 fichó por los Indianapolis Olympians de la NBA, con los que en su primera temporada promedió 3,5 puntos por partido. Al año siguiente sólo disputó diez partidos, en los que consiguió 1,5 puntos y 1,0 rebotes.

## Estadísticas de su carrera en la NBA

### Temporada regular
| Temporada | Edad | Equipo                 | Liga | Pos. | P  | TIT | MIN | TC  | TCA | %TC  | 3P | 3PA | %3P | TL  | TLA | %TL   | R.OF. | R.DEF. | REB | ASIS | ROB | TAP | PER | FP  | PTS |
| 1949-50   | 25   | Indianapolis Olympians | NBA  |      | 43 |     |     | 1.4 | 3.7 | .369 |    |     |     | 0.7 | 1.3 | .561  |       |        |     | 0.9  |     |     |     | 2.4 | 3.5 |
| 1950-51   | 26   | Indianapolis Olympians | NBA  |      | 10 |     |     | 0.6 | 2.2 | .273 |    |     |     | 0.3 | 0.3 | 1.000 |       |        | 1.0 | 0.6  |     |     |     | 1.5 | 1.5 |
| Total     |      |                        | NBA  |      | 53 |     |     | 1.2 | 3.4 | .357 |    |     |     | 0.7 | 1.1 | .583  |       |        | 1.0 | 0.9  |     |     |     | 2.2 | 3.1 |

### Playoffs
| Temporada | Edad | Equipo                 | Liga | Pos. | P | TIT | MIN | TC  | TCA | %TC  | 3P | 3PA | %3P | TL  | TLA | %TL  | R.OF. | R.DEF. | REB | ASIS | ROB | TAP | PER | FP  | PTS |
| 1949-50   | 25   | Indianapolis Olympians | NBA  |      | 6 |     |     | 1.2 | 3.5 | .333 |    |     |     | 1.2 | 2.3 | .500 |       |        |     | 1.2  |     |     |     | 3.3 | 3.5 |
| Total     |      |                        | NBA  |      | 6 |     |     | 1.2 | 3.5 | .333 |    |     |     | 1.2 | 2.3 | .500 |       |        |     | 1.2  |     |     |     | 3.3 | 3.5 |